# Freddy Sahin-Scholl
Freddy Sahin-Scholl (* 21. Dezember 1953 in Heilbronn als Freddy Scholl) ist ein deutscher Sänger und Komponist. Er ist auch unter dem Künstlernamen Galileo bekannt.

## Leben
Freddy Sahin-Scholl ist der Sohn einer deutschen Mutter und eines US-amerikanischen Besatzungssoldaten. Seine Eltern kennt er nicht. Mit 13 weiteren Besatzungskindern wurde er in Wüstenrot von einer Pflegemutter aufgezogen, die seine musikalische Begabung erkannte und förderte. Bevor er sich ganz der Musik widmete, arbeitete er bis 1993 als Krankenpfleger und Anästhesie-Assistent.
Im Alter von 40 Jahren entdeckte er seine Fähigkeit, neben Bariton auch Countertenor zu singen und innerhalb eines Stückes zwischen diesen beiden Stimmlagen zu wechseln. Stimmbildung oder eine gesangliche Ausbildung hat er nicht erhalten.
Bekannt wurde er, nachdem er 1997 Gedichte von Markus Lüpertz vertont hatte. In Konzerten trat er unter anderen mit Shirley Bassey für eine UNESCO-Veranstaltung auf und wurde Botschafter für die Special Olympics. 1999 vertonte er Gedichte von Cae Gauntt und veröffentlichte erstmals seinen Titel Carpe Diem unter eigenem Label. 2003 erfolgte eine von Edo Zanki und Florian Sitzmann produzierte Neuveröffentlichung des Albums. Im selben Jahr trat Sahin-Scholl als Galileo bei der Konzertreihe The Nokia Night of the Proms in Deutschland auf.
Deutschlandweit bekannt wurde er 2010 durch seine Auftritte bei der RTL-Sendung Das Supertalent. Das Finale am 18. Dezember 2010 gewann er mit 22,84 Prozent aller Anruferstimmen. Bereits vor seinem Sieg in der Castingshow reichte er seine Bewerbung für den österreichischen Vorentscheid zum Eurovision Song Contest 2011 in Düsseldorf ein. Dort gelangte er nicht unter die zehn Finalisten. 
Seinem Sieg bei der RTL-Sendung Das Supertalent schloss sich ein Rechtsstreit mit einem Frührentner an, der Sahin-Scholl einst zur Teilnahme an dem Wettbewerb bewegt und nach dessen Sieg eine Beteiligung an dessen Erlösen einzuklagen versucht hatte.
Sahin-Scholl lebt und arbeitet in Karlsruhe. Dort lernte er 2003/2004 die 15 Jahre jüngere, türkischstämmige Jasmin Sahin kennen; seit der Heirat mit ihr trägt er einen Doppelnamen. Seine Frau, die schon damals eine Event- und Künstleragentur betrieb, ist seine Managerin.

## Auszeichnungen und Erfolge
- 1980: Kleinkunstpreis Baden-Württemberg (Kategorie Kabarett)
- 2010: Das Supertalent (RTL)

## Diskografie
- Carpe Diem (Inhouse Music, 1999)
- Carpe Diem (Re-Release, Edel Records, 2003)
- Carpe Diem (Re-Re-Release, Sony Records, 2010)
- For You (Believe SAS, 2016)